# 디즈니+ 핫스타
디즈니+ 핫스타(영어: Disney+ Hotstar)는 월트 디즈니 컴퍼니 인디아의 자회사인 스타 인디아가 운영하고 소유중인 인도의 구독 주문형 OTT 서비스이다. 2020년 3월 기준으로 최소 3억명의 활성화된 계정이 있다.
2020년 2월, 스타 인디아의 모회사인 21세기 폭스를 2019년에 월트 디즈니 컴퍼니가 인수하면서 디즈니는 핫스타를 디즈니+로 새로운 국제 스트리밍 브랜드로서 통합할 계획이라고 발표했다. 2020년 4월 3일, 플랫폼은 디즈니+와 합병되었다.